# Michael Scott (schrijver)
Michael Scott (Dublin, 28 september 1959) is een Iers schrijver. Hij werd vooral bekend door zijn De geheimen van de onsterfelijke Nicolas Flamel-serie. Deze zesdelige reeks is in zijn geheel ook in het Nederlands verschenen.
Scott schrijft ook onder het pseudoniem Anna Dillon en heeft al meer dan honderd boeken op zijn naam staan. In 1983 werd zijn debuut, Irish Folk and Fairy Tales v.1 gepubliceerd, en tot de dag van vandaag wordt het als een van dé studieboeken omtrent dit onderwerp beschouwd. Scott is ook een ervaren scenarioschrijver voor podium en het witte doek. Hij heeft voorts meegewerkt aan veel andere, uiteenlopende projecten, waaronder documentaires en drama's.

### Voor kinderen
Illustratieboeken
- 1992 – The Piper's Ring (geïllustreerd door Ian Deuchar)
- 1994 – Fungie and the Magical Kingdom (geïllustreerd door Steve Simpson)

### Voor jongeren
Fantasieboeken
- 1985 – Tales from the Land of Erin 1: A Bright Enchantment
- 1985 – Tales from the Land of Erin 2: A Golden Dream
- 1985 – Tales from the Land of Erin 3: A Silver Wish
- 1991 – The De Danann Tales 1: Windlord
- 1992 – The De Danann Tales 2: Earthlord
- 1994 – The De Danann Tales 3: Firelord
- 2007 – De Alchemist (Boek 1 van De geheimen van de onsterfelijke Nicolas Flamel)
- 2008 – De Magiër (Boek 2 van De geheimen van de onsterfelijke Nicolas Flamel)
- 2009 – De Tovenares (Boek 3 van De geheimen van de onsterfelijke Nicolas Flamel)
- 2010 – De Necromancer (Boek 4 van De geheimen van de onsterfelijke Nicolas Flamel)
- 2011 – De Warlock (Boek 5 van De geheimen van de onsterfelijke Nicolas Flamel)
- 2012 – De Zieneres (Boek 6 van De geheimen van de onsterfelijke Nicolas Flamel)

### Voor volwassenen
Horror
- 1992 – October Moon
- 1995 – Wolf Moon
- 1993 – House of the Dead
- 1995 – Vampyre
- 2008 – Vampyres of Hollywood
- 1996 – 19 Railway Street
- 1990 – Banshee
- 1991 – Image
- 1993 – Reflection
- 1993 – Imp
- 1991 – The Hallows (Creed)

Fantasie
- 1985 – A Celtic Odyssey
- 1987 – Tales of the Bard 1: Magician's Law
- 1988 – Tales of the Bard 2: Demon's Law
- 1989 – Tales of the Bard 3: Death's Law
- 2001 – The Culai Heritage
- 1996 – The Arcana 1: Silverhand
- 1996 – The Arcana 2: Silverlight
- 2000 – Etruscans
- 2011 – The Thirteen Hallows (met Colette Freedman), in het Nederlands verschenen als "De dertien heiligen" (2012)

Volksverhalen
- 1983 – Irish Folk & Fairy Tales 1
- 1983 – Irish Folk & Fairy Tales 2
- 1984 – Irish Folk & Fairy Tales 3
- 1985 – Magical Irish Folk Tales
- 1989 – Irish Folk & Fairy Tales Omnibus
- 1988 – The Navigator
- 1991 – River Gods
- 1992 – Irish Myths and Legends
- 1994 – Irish Ghosts & Hauntings

Avontuur
- 2004 – The Quiz Master

Sciencefiction
- 2000 – 'The Merchant Prince

Non-fictie
- 1999 – The Book of Celtic Wisdom
- 2001 – Celtic Wisdom for Business
- 2001 – Who Wants to Be A Millionaire?
- 2004 – Ireland

### Overige
Volksverhalen
- 1983 – Song of the Children of Lir
- 1986 – Children of Lir
- 1988 – The Quest of the Sons
- 1988 – Green and Golden Tales: Irish Hero Tales
- 1988 – Green and Golden Tales: Irish Fairy Tales
- 1989 – Green and Golden Tales: Irish Animal Tales
- 1990 – Saint Patrick
- 1992 – Last of the Fianna

Avontuur
- 1991 – Judith and The Traveller
- 1992 – Judith and Spider
- 1994 – Good Enough for Judith